# Johannes Bertelius
Johannes Bertelius (ook Jean Bertels; Leuven, 1544 – 19 juni 1607) was abt van Echternach en schrijver van een Luxemburgse geschiedenis. 
Na een studie filosofie aan de Pedagogie De Lelie in Leuven, werd Bertelius in 1573 verkozen tot abt van het benedictijnerklooster in Altmünster (Luxemburg). Hij werd in 1576 ingewijd. Op zijn bevel werd het stoffelijk overschot van Jan de Blinde, hertog van Luxemburg en koning van Bohemen, aldaar opnieuw begraven. In 1595 werd Bertelius door koning Filips II van Spanje benoemd tot abt van het benedictijnerklooster van Sint-Willibrord in Echternach.
Het volgende jaar werd de abdij geplunderd door een bende uit de noordelijke Nederlanden. Bertelius werd gegijzeld en naar Nijmegen gebracht. Hij werd vrijgelaten na betaling van losgeld. Na zijn terugkeer wijdde hij zich aan literaire bezigheden. Hij stierf op 19 juni 1607 en werd begraven in een kapel van het klooster in Echternach.

## Werken
In 1581 publiceerde Bertelius een overzicht van de abten van het klooster Altmünster en zijn Dialogi XXVI in regulam S. Benedicti. In 1595 werd zijn Catalogus et series episcoporum Epternacensium gedrukt. In 1606 zag een traktaat over de heidense goden van de oude Germaanse stammen het licht (Deorum sacrificiorumque gentilium descriptio). Het hoofdwerk van Bertelius is echter zijn Historia Luxemburgensis, die werd gedrukt in Keulen in 1605. Dit is de vroegste geschiedenis van Luxemburg.
Behalve deze Latijnse werken is ook een verzameling tekeningen van Bertelius bekend. Deze is uitgegeven door Paul Spang.